# 日本珈琲販売共同機構
株式会社日本珈琲販売共同機構（にっぽんコーヒーはんばいきょうどうきこう、英: Japan Coffee Sales Corporate Organization, Inc.）は、日本のコーヒー専門商社、喫茶店フランチャイザー。

## 概要
コーヒーを専門に取り扱う商社であり、主としてコーヒー豆の卸売や小売を手掛けている。また、喫茶店のフランチャイズ事業も手掛けており、関東地方を中心に「コーヒー専門店ぽえむ」フランチャイズを展開し「コーヒーハウスぽえむ」「キャルリ・ド・ぽえむ」「クオーレぽえむ」「珈琲三昧ぽえむ」など多様な業態の店舗を出店している。企業理念として「品質の良い美味しいコーヒーを広く一般の家庭へ普及させることを目指します」を掲げており、レギュラーコーヒーの品質向上と普及啓蒙、ペーパーフィルターを用いた抽出法の普及、抽出器具の改善などを通じて、顧客が自宅でコーヒーを淹れて楽しめるような商品づくりを目指している。土佐和紙のコーヒーフィルターなど。。
なお、アメリカン・コーヒーを世界で初めてメニューに載せたのは、日本珈琲販売共同機構の「コーヒーハウスぽえむ」だという説がある。これには異説もあるものの、少なくともアメリカン・コーヒー登場間もないころから販売していたことは間違いなく、ローストコーヒーの元祖としてマスコミなどに取り上げられることも多い。
近年ではメディアとのコラボレーションにも積極的であり、日本テレビ放送網の『金曜ロードショー』とコラボレーションしたドリップコーヒーや、日本放送協会の『うっかりペネロペ』とコラボレーションしたドリップコーヒーなども発売した。また、創業者一族が土佐山内氏の出身であるため、土佐和紙を使ったコーヒーフィルターを高岡丑製紙研究所とともに開発している。

## 来歴
日本珈琲販売共同機構の源流は、創業者の山内豊之が開業したコーヒー専門店が始まりである。1966年、豊之は東京都杉並区にて「ぽえむ阿佐谷店」を開いた。それが軌道に乗ったことから、1970年には東京都世田谷区に「ぽえむ下高井戸店」を出店するに至った。その後、コーヒー専門店をフランチャイズチェーン化することに商機を見出し、その本部組織として1971年に日本珈琲販売共同機構を設立した。そのため、日本珈琲販売共同機構では創業年を1966年、設立年を1971年としている。以降は関東地方を中心にコーヒー専門店を次々と出店していった。1986年に豊之が亡くなったため、妻の山内本子が社長に就任した。その後、2006年に息子の山内豊也が社長に就任した。豊也は山内容堂の実弟の玄孫にあたることから、創業40周年記念商品として山内一豊に因んだ「一豊珈琲」を発売した。

## フィクションへの登場
「コーヒー専門店ぽえむ」フランチャイズは東京都に多数出店していることから、しばしば東京都を舞台とする作品の中に登場することも多い。東京都杉並区阿佐谷を舞台とする漫画『若者たち』においては、主人公らの溜まり場として「ぽえむ」という名の喫茶店が度々登場するが、これは作者の永島慎二が実際に「ぽえむ阿佐谷店」を愛用していたからだとされている。

## 沿革
- 1966年 - 「ぽえむ阿佐谷店」開業。
- 1970年 - 「ぽえむ下高井戸店」出店。
- 1971年 - 日本珈琲販売共同機構設立。
- 1971年 - 「ぽえむ」フランチャイジー1号店出店。
- 2007年 - 沖縄研修センター開設。
- 2007年 - 高知研修センター開設。

## 主要な店舗
日本珈琲販売共同機構の商品を取り扱う店舗全てを挙げることはできないため、ここでは「コーヒー専門店ぽえむ」フランチャイズ加盟店のみを記載している。具体的には、「コーヒーハウスぽえむ」「キャルリ・ド・ぽえむ」「クオーレぽえむ」「珈琲三昧ぽえむ」のいずれかの業態を採っている店舗のみに限定して記載しており、それ以外の店舗はここでは割愛した。
- コーヒーハウスぽえむ酒田中町店（山形県酒田市）
- コーヒーハウスぽえむ西川口西口店（埼玉県川口市）
- コーヒーハウスぽえむ新所沢店（埼玉県所沢市）
- コーヒーハウスぽえむ本八幡北口店（千葉県市川市）
- コーヒーハウスぽえむ柏インター店（千葉県柏市）
- コーヒーハウスぽえむ鬼越駅前店（千葉県市川市）
- コーヒーハウスぽえむ下高井戸店（東京都世田谷区）
- コーヒーハウスぽえむ小平南口店（東京都小平市）
- コーヒーハウスぽえむ高円寺南口店（東京都杉並区）
- コーヒーハウスぽえむ幡ヶ谷店（東京都渋谷区）
- コーヒーハウスぽえむ用賀店（東京都世田谷区）
- コーヒーハウスぽえむ狛江南口店（東京都狛江市）
- コーヒーハウスぽえむ西小山北口店（東京都目黒区）
- コーヒーハウスぽえむ東大和北口店（東京都東大和市）
- コーヒーハウスぽえむ新井薬師南口店（東京都中野区）
- コーヒーハウスぽえむ三鷹下連雀店（東京都三鷹市）
- コーヒーハウスぽえむ井荻店（東京都杉並区）
- コーヒーハウスぽえむ日本橋店（東京都中央区）
- キャルリ・ド・ぽえむ（東京都世田谷区）
- コーヒーハウスぽえむ伊勢佐木町店（神奈川県横浜市）
- コーヒーハウスぽえむ三浦海岸駅前店（神奈川県三浦市）
- コーヒーハウスぽえむ高遠店（長野県伊那市）
- コーヒーハウスぽえむ豊中本町店（大阪府豊中市）
- クオーレぽえむ（高知県高知市）
- コーヒーハウスぽえむ高知新京橋店（高知県高知市）
- コーヒーハウスぽえむ那覇開南店（沖縄県那覇市）
- 珈琲三昧ぽえむ八重瀬店（沖縄県島尻郡八重瀬町）